# María Florencia Mutio
María Florencia Mutio (Paraná, 20 november 1984) is een Argentijns hockeyster. De goalkeeper nam eenmaal deel aan de Olympische Zomerspelen en behaalde hierbij een zilveren medaille. 
Mutio werd geselecteerd voor de Argentijnse olympische selectie voor de Olympische Zomerspelen 2012 in Londen. Daar bereikte ze met de nationale ploeg de finale, waarin met 2-0 werd verloren van Nederland.

## Erelijst
- 2012 –  Olympische Spelen te Londen (Eng)
- 2012 –  Champions Trophy te Rosarío (Arg)
- 2014 –  WK hockey te Den Haag (Ned)
- 2015 –  Pan-Amerikaanse Spelen te Toronto (Can)
- 2016 –  Champions Trophy te Londen (Eng)
- 2018 –  Champions Trophy te Changzhou (Chn)